# Planet Moon Studios
Planet Moon Studios é um estúdio de desenvolvimento de jogos de video game, localizada em San Francisco, California. A empresa foi fundada em 1997 por Nick Bruty (Presidente) e Bob Stevenson (CEO).
Planet Moon é responsável por jogos como Giants: Citizen Kabuto (Interplay, 2000) , Armed and Dangerous (LucasArts, 2003) e Infected (Majesco Games, 2005).

## Jogos desenvolvidos[3]
- Giants: Citizen Kabuto (2000)
- Armed and Dangerous (2003)
- Infected (2005)
- After Burner: Black Falcon (2007)
- Smarty Pants (2007)
- Battle of the Bands  (2008)